# Nanshi, Baoding
Nanshi är ett stadsdistrikt i Baodings stad på prefekturnivå i Hebei-provinsen i norra Kina. Det ligger omkring 140 kilometer sydväst om huvudstaden Peking.